# Phaselia relicta
Phaselia relicta är en fjärilsart som beskrevs av Turati 1930. Phaselia relicta ingår i släktet Phaselia och familjen mätare. Inga underarter finns listade i Catalogue of Life.